# International Taekwon-Do Federation
De International Taekwon-Do Federation (ITF) is een wereldwijde sportbond voor de Koreaanse vechtsport taekwondo. De organisatie is sinds 2002 verdeeld in drie wereldbonden die allen claimen de enige échte bond te zijn. Onderling zijn zij nu in juridische strijden verwikkeld over het voeren van de naam ITF en daarbij behorende logo's. Er is ook een andere internationale taekwondo-organisatie, de World Taekwondo (WT).
Het ITF stond tot 2002 onder leiding stond van de grondlegger van het taekwondo, generaal Choi Hong-hi. Tijdens een vergadering is volgens insiders de zoon van de generaal, Choi Jung Hwa tekeergegaan, waarbij fysiek geweld zou zijn gebruikt. Hij was voor die tijd de gedoodverfde opvolger voor zijn vader. Na het incident stemden de aangesloten landelijke bonden tegen hem als mogelijke opvolgen, omdat zijn gedrag niet hoort bij de functie die hij zou vertolken.
Op het sterfbed van de generaal in 2002 zou hij zijn vertrouweling Chang Ung bij zich hebben geroepen en hem als opvolger aangewezen. Over dit voorval is geen zekerheid, omdat dit achter gesloten deuren zou zijn gebeurd. De leden van de wereldbond verklaarden dat een dergelijk benoeming tegen de constituties is, en dus ongeldig.
Na het overlijden van de generaal in juni 2002 richtte zijn zoon een aparte ITF hoofdkantoor met een zetel in Canada. Chang Ung deed hetzelfde, maar in Wenen. Via een juridische strijd wist hij van het oude ITF hoofdkantoor zijn eigen kantoor te maken. Hierdoor moest de oude bond, die onder leiding van master Tran was gekomen, uitwijken naar een andere locatie in Wenen.

## Schrijfwijze van taekwondo
Er is al een hele discussie omtrent de schrijfwijze van taekwondo en daarvan afgeleide vormen zoals taekwondo-in (beoefenaar van de sport). Lange tijd werd dit geschreven als taekwondo. Uiteindelijk is ervoor gekozen om het als Taekwon-Do op te schrijven. Dit is dan ook de officiële schrijfwijze voor het ITF. Vooral aan de -Do wordt de laatste tijd erg veel aandacht gegeven, omdat dit een zeer groot onderdeel van de vorming van een taekwondo-in is.
Ook een groot misverstand in de schrijfwijze is de benaming van een beoefenaar van taekwondo. Deze wordt meestal als taekwondoka geschreven, terwijl dit niet correct is. De -ka is Japans (bijvoorbeeld karateka voor een karate-beoefenaar). In het Koreaans is de benaming voor een beoefenaar taekwon-doin (ITF) of taekwondo-in/taekwondoin (WT).